# Cifer Systems 2683
Cifer Systems 2683 (2683) је професионални рачунар, производ фирме Cifer Systems који је почео да се израђује у Уједињеном Краљевству током 1982. године.
Користио је два Z80A централна микропроцесора. RAM меморија рачунара 2683 је имала капацитет од 64 до 256 KB. 
Као оперативни систем коришћен је CP/M 2.2.

## Детаљни подаци
Детаљнији подаци о рачунару 2683 су дати у табели испод.
|                       |                                                                                  |
| [ 1 ]                 |                                                                                  |
| Произвођач            |                                                                                  |
| Тип                   | професионални рачунар                                                            |
| Меморија              | 64 до 256 KB                                                                     |
| Поријекло             | Уједињено Краљевство                                                             |
| Година                | 1982                                                                             |
| Тастатура             | 100 тастера, стил писаће машине, са 20 функцијских тастера и нумеричка тастатура |
| Процесор              |                                                                                  |
| Фреквенција процесора | 2,5                                                                              |
| RAM                   | 64 до 256 KB                                                                     |
| ROM                   | све до 24 KB                                                                     |
| Текст                 | 80 знакова x 25 линија - 8x12 тачака знакови                                     |
| Графика               | 300 x 1024 (опциони)                                                             |
| Боја                  | једна боја, бијела, зелена или наранџаста, зависно од показивача                 |
| Звук                  | нема звука                                                                       |
| Димензије             | 41 (ширина) x 35 (дубина) x 34 (висина)                                          |
| Портови               |                                                                                  |
| Оперативни систем     |                                                                                  |